# Ninh Hà, Thiên Tân
Ninh Hà (chữ Hán giản thể: 宁河区) là một quận thuộc thành phố Thiên Tân, Cộng hòa Nhân dân Trung Hoa. Ninh Hà có diện tích 1414 ki-lô-mét vuông, dân số 360.000 người, mã số bưu chính 301500. Chính quyền quận đóng ở trấn Lư Đài. Về mặt hành chính, quận Ninh Hà được chia thành các đơn vị hành chính gồm 11 trấn và 3 hương.
- Trấn: Lư Đài, Phong Đài, Nhạc Long, Bản Kiều, Miêu Trang, Ninh Hà, Đông Cức Đà, Đại Bắc Gian Cô, Phan Trang, Thất Lý Hải, Tạo Giáp Thành.
- hương: Liêm Trang, Biểu Khẩu, Bắc Hoài Định.
- Nông trường Thanh Hà.
- Khu phát triển kinh tế Lư Đài.